# Amélie Goulet-Nadon
Amélie Goulet-Nadon (Laval, 24 gennaio 1983) è un'ex pattinatrice di short track canadese.

## Palmarès

### Olimpiadi
- 1 medaglia:
  - 1 bronzo (3000 m staffetta a Salt Lake City 2002)

### Campionati mondiali di short track
- 2 medaglie:
  - 2 argenti (500 m e 3000 m staffetta a Varsavia 2003)